# Leon Breeden
Harold Leon Breeden (* 3. Oktober 1921 in Guthrie (Oklahoma); † 11. August 2010 in Dallas, Texas) war ein US-amerikanischer Jazzmusiker (Saxophon, Klarinette, Arrangement, Komposition), Bigband-Leader und Hochschullehrer.
Breeden wuchs in Wichita Falls, Texas auf, wo seine Eltern eine Tankstelle betrieben. Bereits als Kind lernte er Klarinette. Noch vor dem Militärdienst erwarb er den Bachelor und den Master in Musikpädagogik an der Texas Christian University. Während des Zweiten Weltkriegs spielte er in der 69th Infantry Division Band. Nach seiner Entlassung aus der Armee arbeitete er als Lehrer und Leiter von Collegebands, zunächst an der Texas Christian und später an einer anderen texanischen Highschool, bevor er von 1959 bis 1981 das Jazz-Programm an der University of North Texas leitete. Er arbeitete dort auch mit der Studentenband One O’Clock Lab Band, die bekannteste seiner insgesamt neun Big Bands; es war auch die erste Collegeband, die für den Grammy nominiert wurde.
Zu seinen Schülern zählen Musiker wie Lou Marini, Marvin Stamm, John Riley und Mitglieder der Stan Kenton und Woody Herman Bigbands. Unter seiner Leitung spielte die One O’Clock Lab Band 1967 im Weißen Haus, zusammen mit Stan Getz und Duke Ellington, ging auf weltweite Tourneen und trat 1970 auf dem Montreux Jazz Festival auf. Ende der 1970er Jahre begleitete Breeden mit der Band Ella Fitzgerald bei einer Tournee und verschiedenen Jazzfestivals.

## Diskographische Hinweise
- The Best of One O'Clock (Amazing Records, 1992)
- Live in Portugal (North Texas Jazz, 1993)